# Vimto

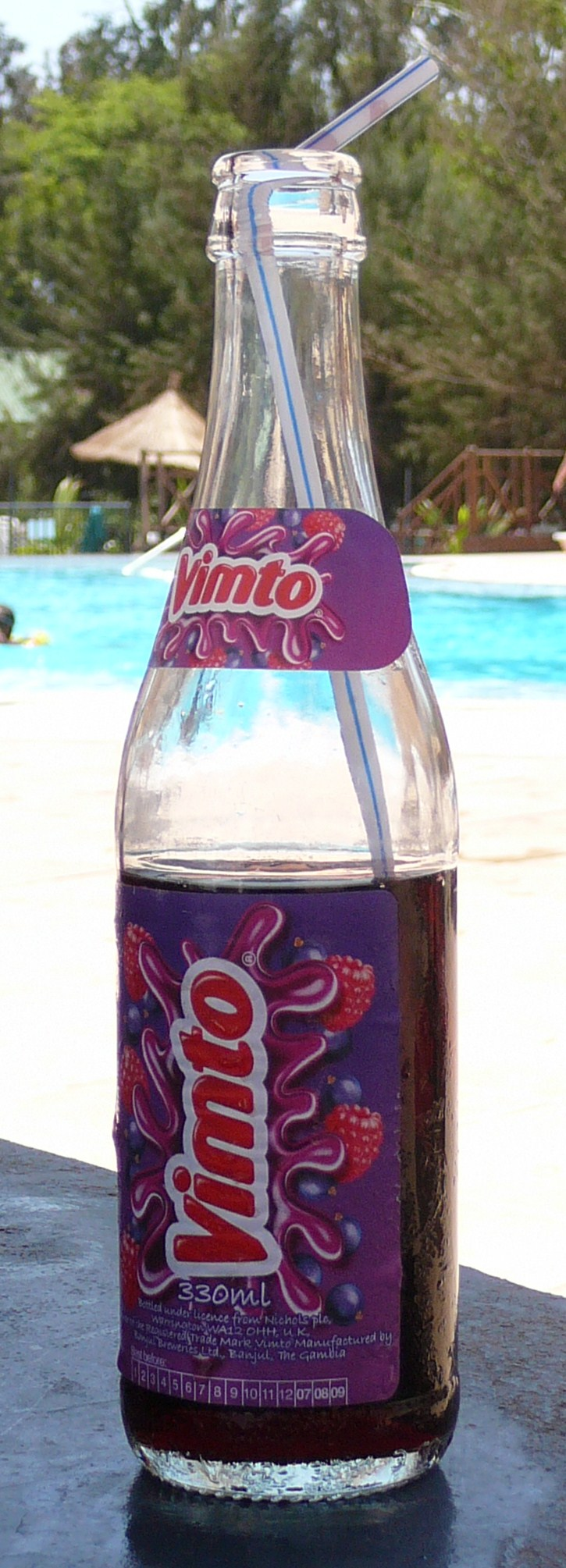
Vimto, wie es in Gambia verkauft wird

Vimto ist ein rotes kohlensäurehaltiges Erfrischungsgetränk aus Großbritannien, das weltweit, vor allem in Ländern des Commonwealth of Nations, verkauft wird. Es enthält den Saft von Weintrauben, Himbeeren und schwarzen Johannisbeeren.
Vimto wurde 1908 von dem Kräuter-Importeur John Noel Nichols aus Manchester entwickelt, der die Marktöffnung für die alkoholfreien Getränke wegen der Abstinenzbewegung und einer Passage des 1908 Licencing Act sah, die versuchte, die Zahl der Voraussetzungen der Genehmigungen in England und Wales drastisch zu verringern. Es wurde ursprünglich unter dem Namen Vimtonic verkauft, was Nichols 1912 zu Vimto verkürzte.
Es wird zurzeit durch Vimto Soft Drinks Ltd., ein Tochterunternehmen von Nichols plc produziert. Es hat einen Kultstatus unter seinen Verbrauchern erworben und hat seinen hundertsten Jahrestag 2008 gefeiert.
Vimto wurde auch in Süßigkeiten verarbeitet.
Vimto wird unter Lizenz auch in Saudi-Arabien und im Jemen hergestellt, obgleich die Zusammensetzung unterschiedlich und konzentrierter sein kann. In Gambia stellt es die Banjul Breweries unter Lizenz her, dort hat Vimto die gleiche Marktpräsenz wie Coca-Cola. Auf den Salomonen werden die Sorten VIMTO Cola, VIMTO Orange sowie VIMTO Raspberry von der heimischen Brauerei Solomon Breweries in Lizenz hergestellt.